# Nekane Arzallus Iturriza
Nekane Arzallus Iturriza (Ergobia, Astigarraga, 16 de agosto de 1965) es la segunda mujer en la historia del baloncesto español en presidir un club de la Liga ACB y la primera mujer presidenta de la ACB durante más de una temporada, en el club Donostia Gipuzkoa Basket Club. Tras las elecciones municipales de 2019, es nombrada primera teniente alcalde y concejala de Urbanismo Sostenible y Vivienda del ayuntamiento de San Sebastián.

## Biografía
Nekane Arzallus Iturriza nació en Ergobia, (Guipúzcoa) en 1965. Estudió en Liceo Santo Tomás de San Sebastián. Es licenciada en Derecho Económico por la Universidad de Deusto y Máster en Derecho Urbanístico.  Comenzó a colaborar con diversos clubes deportivos donde ejerce de delegada, jueza, etc. Practica baloncesto y golf. 

### Trayectoria de directiva deportiva
En golf, una de sus pasiones, ocupa diversos puestos directivos: consejera desde 2008 y vicepresidenta en 2013 en el Club de Golf Basozabal; presidenta de la Federación Guipuzcoana de Golf el año 2009; desde 2008 consejera de la Federación Vasca de Golf; y presidenta de la Federación Guipuzcoana de Golf de 2009 a 2014.
Entra como consejera en 2007 en la Junta del Donostia Gipuzkoa Basket Club el mismo año que se convierte en Sociedad Anónima Deportiva. Pertenece a la Junta en diversos puestos hasta que en el año 2014 es elegida vicepresidenta. El año 2015 pasa a ocupar el cargo de presidenta del GBC. Se convierte, así, en la  segunda mujer en ocupar la presidencia de un club de baloncesto tras Pepita Mercé, presidenta durante 6 meses del CB L’Hospitalet en la campaña inaugural de la ACB (1983-84).
Considerada por la revista «Metadeporte» en 2015, 2016, 2017 y 2018 una de las mujeres más influyentes de la industria del deporte español por su gestión al frente de esta Sociedad Anónima Deportiva, el Donostia Gipuzkoa Baket. En febrero de 2019, tras cuatro años en la dirección del club, cierra su etapa como presidenta, aunque mantiene su vinculación al equipo como Consejera. Puesto que abandona al comenzar su responsabilidad política.

### Trayectoria política
En febrero de 2019 abandona la presidencia del GBC porque se anuncia su participación como independiente en la posición número dos de la candidatura que el EAJ-PNV presenta al ayuntamiento de San Sebastián para las elecciones municipales del 26 de mayo. Es nombrada Primera Teniente Alcalde y concejala de Urbanismo Sostenible y Vivienda de San Sebastián para el periodo 2019-2023.

## Premios y reconocimientos
- 2015 Elegida por la revista digital Metadeporte, sexta mujer más influyente en la Industria del Deporte en España.[12]
- 2016 Elegida por la revista digital Metadeporte, cuarta mujer más influyente en la Industria del Deporte en España.[13]
- 2017 Elegida por la revista digital Metadeporte, novena mujer más influyente en la Industria del Deporte en España.[14]
- 2018 Elegida por la revista digital Metadeporte, duodécima mujer más influyente en la Industria del Deporte en España.[15]
- 2019 Premio ASPEGI (Asociación de Profesionales, Empresarias y Directivas de Gipuzkoa) a la mejor Directiva Guipuzcoana del año.[16][17][18]